# Numan Acar
Numan Acar (* 7. října 1974) je německý herec a filmový producent tureckého původu.

## Životopis
Narodil se v Kozoğlu, poblíž turecké Kelkity. V jeho osmi letech se jeho rodina přestěhovala do Erzincanu. V roce 1982 emigroval do Západního Německa, kde vystudoval profesi inženýra, přesto se začal věnovat herectví. Nejprvé hrál v německo-tureckých filmech. Později se zkusil prosadit i ve Spojených státech amerických, když se objevil ve čtvrté a v osmé řadě americkém seriálu Ve jménu vlasti v roli Haissama Haqqaniho. Dnes[kdy?] žije v Berlíně, kde se stále věnuje filmu.